# 豐田線
豐田線（日语：／ Toyota sen */?）為連接從愛知縣日進市之赤池站至愛知縣豐田市之梅坪站的名古屋鐵道（名鐵）路線。在本線剛開通時，曾稱作豐田新線。
本路線亦為通往名古屋市或是前往豐田市之通勤、通學路線。另外，在沿線有許多的大學院校，因此有許多人利用本路線來通學。全線為立體交叉之路線，雖沒有設立平交道，本路線並非全為高架行駛模式，沿途中通過不少丘陵地形，因此有不少隧道穿插其中。
此外，雖然本線正式之起點為赤池站，但在列車行進與車內廣播中，由梅坪站往赤池站方向的列車均為下行列車，反方向則為上行列車。

## 路線資料
- 路線距離（營業距離）：15.2公里
- 軌距：1067毫米
- 站數：8個（包括起終點站）
- 複線路段：全線
- 電氣化路段：全線（直流1500V）
- 閉塞方式：自動閉塞式
- 最高速度：100公里/小時
- 最大坡度：34.5‰（三好丘站－黑笹站間）
- 軌條：50kgN（開通當初一部以20m軌道鋪設）
- 主要橋樑、隧道
  - 日進車庫跨線橋（赤池－日進間、全長487.7公尺、PC桁（日语：プレストレスト・コンクリート橋）、鋼合成桁）[1]
  - 愛知池橋樑（米野木－黑笹間、全長256公尺、PC桁）[1]
  - 東名高速架道橋（米野木－黑笹間、全長49.6公尺、鋼Pratt Truss（日语：トラス橋#プラットトラス））[1]
  - 福谷隧道（三好丘－淨水間、505公尺）[1]- 名鐵最長的山岳隧道[2]。
  - 梨之木隧道（日進－米野木間、390公尺）[1]
  - 黑笹隧道（黑笹－三好丘間、348公尺）[1]

## 營運型態
基本上三河線與名古屋市營地下鐵鶴舞線採直通運行方式，於豐田市站至上小田井站之間來回運行。但是在平常日幾乎所有時段，包括周六、假日的早晨與深夜時段都有往名鐵犬山線犬山站之直通列車。在白天時段毎小時雖有4趟班車（平日每隔15分鐘、周六假日每隔13或17分鐘），在早晨傍晚時段均會加開班車。在周六假日時，因地下鐵鶴舞線每隔10分鐘均有1班車次，所以為了調整運行間隔，有過半數的直達車都會在赤池站停約3分鐘。另外，由於赤池站為名古屋市交通局所管理之車站，所以本站列為無站務員管理之車站。

## 車站列表
- 以下行方向（梅坪→赤池）記述。
- 所有車站都位於愛知縣。
- 只限普通列車運行。所有列車各站停車。

| 車站編號                                 | 中文站名 | 日文站名 | 英文站名 | 站間距離 | 營業距離 | 接續路線                         | 所在地 |
| ---------------------------------------- | -------- | -------- | -------- | -------- | -------- | -------------------------------- | ------ |
| 直通運行至三河線豐田市站                 |          |          |          |          |          |                                  |        |
| MY08                                     | 梅坪     |          |          | -        | 0.0      | 名古屋鐵道： 三河線              | 豐田市 |
| TT01                                     | 上豐田   |          |          | 2.0      | 2.0      |                                  | 豐田市 |
| TT02                                     | 淨水     |          |          | 1.8      | 3.8      |                                  | 豐田市 |
| TT03                                     | 三好丘   |          |          | 2.4      | 6.2      |                                  | 三好市 |
| TT04                                     | 黑笹     |          |          | 1.9      | 8.1      |                                  | 三好市 |
| TT05                                     | 米野木   |          |          | 2.3      | 10.4     |                                  | 日進市 |
| TT06                                     | 日進     |          |          | 1.8      | 12.2     |                                  | 日進市 |
| TT07                                     | 赤池     |          |          | 3.0      | 15.2     | 名古屋市營地下鐵： 鶴舞線（T20） | 日進市 |
| 直通運行至名古屋市營地下鐵鶴舞線伏見方向 |          |          |          |          |          |                                  |        |

## 外部連結
- 名古屋鐵道（页面存档备份，存于） （日語）